# Christine Heeger
Christine Heeger (* 11. Januar 1974 in Wien) ist eine österreichische Pianistin, die von 1979 bis 1994 aktiv war.

## Leben
Im Jahr 1990 war Christine Heeger Finalistin beim Eurovisions-Wettbewerb, wiederholt Preisträgerin bei „Steinway“- und „Jugend musiziert“-Wettbewerben, zuletzt 1. Preis 1991, Förderungspreis der „Woche“-Stiftung, Verleihung des Bösendorfer Stipendiums, sowie Preise und Sonderpreise für eigene Kompositionen:
- 12 Uhr Mitternacht
- Bermuda Dreieck
- Kinder der Dritten Welt, das 1987 in der BRD verlegt wurde.

Solistenabende und Auftritte in Österreich, Frankreich, Deutschland, Ungarn, den Niederlanden, Belgien, Russland, Südkorea und den USA (u. a. Goldener Saal im Musikverein, Großer Saal des Wiener Konzerthauses, Großer Saal der Franz Liszt Akademie in Budapest, Arts Center, Seoul).
Konzerte mit dem ORF-Symphonie Orchester, dem Jeunesse-Orchester, dem Wiener Kammerorchester, dem Mozartorchester, dem 1. Frauen-Kammerorchester und anderen; Auftritte in Live-Sendungen und Aufnahmen in Rundfunk und Fernsehen – auch eigener Kompositionen.
Außerdem hat sie 2 Kinder.